# Enric Mas
 Der er for få eller ingen kildehenvisninger i denne artikel, hvilket er et problem. Du kan hjælpe ved at angive troværdige kilder til de påstande, som fremføres i artiklen.

Enrique Mas Nicolau (født 7. januar 1995) er en professionel cykelrytter, hvis nuværende hold er Movistar Team, som kører på World Touren. Han er blevet kaldt den nye Alberto Contador og selvsamme spanske legende, Contador, har selv udtalt, at han ser Mas som det største talent til at overtage rollen som Spaniens bedste klassementsrytter. Mas fik sit gennembrud i Vuelta a Espana 2018, hvor han overraskede de fleste ved allerede som 23-årig at ende på podiets næsthøjeste trin i Madrid i det samlede klassement.